# Dolores de Miño
Dolores de Miño, född 1903, död 1976, var en paraguayansk politiker.
Hon blev 1963 sitt lands första kvinnliga parlamentariker. 